# Hemithyrsocera palmeri
Hemithyrsocera palmeri är en kackerlacksart som först beskrevs av Andrew Nelson Caudell 1927.  Hemithyrsocera palmeri ingår i släktet Hemithyrsocera och familjen småkackerlackor. Inga underarter finns listade i Catalogue of Life.